# Halvard Hanevold
Halvard Hanevold (Askim, 1969. december 3. – Asker, 2019. szeptember 3.) norvég sílövő. 1985 óta foglalkozott a sílövészettel.
Világkupában 1991-ben indult első alkalommal. Összetettben két alkalommal, az 1997/1998-as és a 2003/2004-es szezonban végzett a negyedik helyen. Ezen kívül egyszer-egyszer lett ötödik és hatodik, kétszer hetedik és ugyancsak egyszer nyolcadik.
Világbajnokságon 1996-ban vett rész először. 2009-ig hazájának öt arany, hét ezüst és négy bronzérmet szerzett. Érmeinek majdnem a felét a norvég váltóval nyerte.
1994-ben, Lillehammerben indult először az olimpiai játékokon, ahol a legjobb eredménye egy hetedik hely volt, váltóban. 1998-ban, Japánban megszerezte első olimpiai érmeit, egyéniben az első helyen végzett, a váltóval pedig a második lett. 2002-ben, Salt Lake Cityben a váltóval az első helyen ért a célba, egyéniben ötödik, az üldözőversenyben pedig a nyolcadik lett. 2006-ban, Olaszországban ismét két alkalommal állhatott a dobogóra, sprintben a második, egyéniben pedig a harmadik helyen ért célba, továbbá a váltóval és az üldözőversenyen az ötödik, a tömegrajtos indítású viadalon pedig a hetedik lett.

## Eredményei

### Olimpia
| Év   | Világbajnokság | Versenyszám | Versenyszám | Versenyszám   | Versenyszám | Versenyszám | Versenyszám |
| Év   | Világbajnokság | Egyéni      | Sprint      | Üldözőverseny | Tömegrajtos | Váltó       |             |
| ---- | -------------- | ----------- | ----------- | ------------- | ----------- | ----------- | ----------- |
| 1994 | Lillehammer    | 46          | ----        | ----          | ----        | 7           |             |
| 1998 | Nagano         | 1           | 8           | ----          | ----        | 2           |             |
| 2002 | Salt Lake City | 5           | 13          | 8             | ----        | 1           |             |
| 2006 | Torino         | 3           | 2           | 5             | 7           | 5           |             |
| 2010 | Vancouver      | ----        | 24          | 17            | 19          | 1           |             |

### Világbajnokság
| Év   | Világbajnokság      | Versenyszám | Versenyszám | Versenyszám   | Versenyszám | Versenyszám | Versenyszám  | Versenyszám                                                |
| Év   | Világbajnokság      | Egyéni      | Sprint      | Üldözőverseny | Tömegrajtos | Váltó       | Vegyes váltó | Csapatverseny                                              |
| ---- | ------------------- | ----------- | ----------- | ------------- | ----------- | ----------- | ------------ | ---------------------------------------------------------- |
| 1995 | Antholz-Anterselva  | ----        | ----        | ----          | ----        | ----        | ----         | 1                                                          |
| 1996 | Ruhpolding          | 34          | ----        | ----          | ----        | ----        | ----         | ----                                                       |
| 1997 | Breznóbánya         | ----        | ----        | ----          | ----        | ----        | ----         | 4                                                          |
| 1998 | Pokljuka/Hochfilzen | ----        | ----        | 13            | ----        | ----        | ----         | 1                                                          |
| 1999 | Kontiolahti         | ----        | 13          | 13            | ----        | 3           | ----         | A csapatverseny nem került be a világbajnokság programjába |
| 1999 | Oslo Holmenkollen   | 37          | ----        | ----          | 17          | ----        | ----         | A csapatverseny nem került be a világbajnokság programjába |
| 2000 | Oslo Holmenkollen   | 10          | 12          | 5             | 10          | ----        | ----         | A csapatverseny nem került be a világbajnokság programjába |
| 2000 | Lahti               | ----        | ----        | ----          | ----        | ----        | 2            | A csapatverseny nem került be a világbajnokság programjába |
| 2001 | Pokljuka            | 44          | 3           | 9             | 9           | 3           | ----         | A csapatverseny nem került be a világbajnokság programjába |
| 2003 | Hanti-Manszijszk    | 1           | 4           | 2             | 8           | 4           | ----         | A csapatverseny nem került be a világbajnokság programjába |
| 2004 | Oberhof             | 38          | 18          | 5             | 5           | 2           | ----         | A csapatverseny nem került be a világbajnokság programjába |
| 2005 | Hochfilzen          | 30          | ----        | ----          | 11          | 1           | ----         | A csapatverseny nem került be a világbajnokság programjába |
| 2005 | Hanti-Manszijszk    | ----        | ----        | ----          | ----        | ----        | 10           | A csapatverseny nem került be a világbajnokság programjába |
| 2006 | Pokljuka            | ----        | ----        | ----          | ----        | ----        | 2            | A csapatverseny nem került be a világbajnokság programjába |
| 2007 | Antholz-Anterselva  | 10          | 23          | 20            | 18          | 2           | ----         | A csapatverseny nem került be a világbajnokság programjába |
| 2008 | Östersund           | 17          | 2           | 9             | 5           | 2           | ----         | A csapatverseny nem került be a világbajnokság programjába |
| 2009 | Phjongcshang        | 71          | 3           | 6             | 13          | 1           | ----         | A csapatverseny nem került be a világbajnokság programjába |

### Világkupa
| Idény   | Összesített eredmény Helyezés (Pontszám) | Összesített eredmény Helyezés (Pontszám) | Összesített eredmény Helyezés (Pontszám) | Összesített eredmény Helyezés (Pontszám) | Összesített eredmény Helyezés (Pontszám) |
| Idény   | Összetett                                | Egyéni                                   | Sprint                                   | Üldözőverseny                            | Tömegrajtos                              |
| ------- | ---------------------------------------- | ---------------------------------------- | ---------------------------------------- | ---------------------------------------- | ---------------------------------------- |
| 1991/92 | 62                                       |                                          |                                          |                                          |                                          |
| 1992/93 | 81 (4)                                   | 0                                        | 59 (4)                                   |                                          |                                          |
| 1993/94 | 31 (44)                                  | 19 (36)                                  | 45 (8)                                   |                                          |                                          |
| 1994/95 | 52 (21)                                  | 51 (14)                                  | 55 (7)                                   |                                          |                                          |
| 1995/96 | 15 (111)                                 | 14 (61)                                  | 16 (50)                                  |                                          |                                          |
| 1996/97 | 21 (118)                                 | 60 (2)                                   | 16 (80)                                  | 15 (36)                                  |                                          |
| 1997/98 | 4 (263)                                  | 1 (60)                                   | 9 (121)                                  | 10 (39)                                  |                                          |
| 1998/99 | 7 (322)                                  | 30 (12)                                  | 3 (151)                                  | 7 (136)                                  | 18 (14)                                  |
| 1999/00 | 11 (288)                                 | 10 (46)                                  | 11 (80)                                  | 12 (102)                                 | 10 (48)                                  |
| 2000/01 | 6 (596)                                  | 5 (88)                                   | 5 (280)                                  | 10 (151)                                 | 13 (62)                                  |
| 2001/02 | 10 (395)                                 | 11 (79)                                  | 19 (96)                                  | 9 (161)                                  | 22 (38)                                  |
| 2002/03 | 5 (553)                                  | 1 (96)                                   | 8 (180)                                  | 5 (154)                                  | 11 (85)                                  |
| 2003/04 | 4 (688)                                  | 13 (47)                                  | 4 (260)                                  | 4 (254)                                  | 3 (121)                                  |
| 2004/05 | 11 (551)                                 | 13 (62)                                  | 6 (231)                                  | 11 (189)                                 | 13 (64)                                  |
| 2005/06 | 7 (548)                                  | 4 (77)                                   | 9 (201)                                  | 11 (140)                                 | 6 (119)                                  |
| 2006/07 | 10 (550)                                 | 7 (87)                                   | 4 (232)                                  | 15 (145)                                 | 16 (73)                                  |
| 2007/08 | 8 (512)                                  | 3 (82)                                   | 14 (157)                                 | 9 (160)                                  | 9 (109)                                  |
| 2008/09 | 10 (600)                                 | 33 (45)                                  | 9 (257)                                  | 11 (156)                                 | 14 (113)                                 |
| 2009/10 | 25 (360)                                 | 0                                        | 23 (136)                                 | 32 (71)                                  | 11 (133)                                 |

| 1995/96    | | Hochfilzen Egyéni                                                                                                 | Antholz-Anterselva Egyéni |
| 1996/97    | | Östersund Váltó Ruhpolding Csapat Nagano Váltó                                                                    | Oberhof Sprint |
| 1997/98    | Östersund Váltó Antholz-Anterselva Egyéni Nagano Egyéni (O)                                                       | Lillehammer Üldözőverseny Antholz-Anterselva Váltó Nagano Váltó (O) Hochfilzen Egyéni                             | |
| 1998/99    | Oslo Holmenkollen Sprint                                                                                          | Val Cartier Üldözőverseny                                                                                         | Breznóbánya Váltó Oberhof Váltó Antholz-Anterselva Üldözőverseny Antholz-Anterselva Váltó Kontiolahti Váltó (VB) Lake Placid Váltó |
| 1999/00    | Pokljuka Váltó Oberhof Váltó Ruhpolding Üldözőverseny Lahti Egyéni                                                | Hochfilzen Váltó Ruhpolding Váltó Oslo Holmenkollen/Lahti Váltó (VB)                                              | Antholz-Anterselva Váltó |
| 2000/01    | Pokljuka/Antholz-Anterselva Váltó                                                                                 | Antholz-Anterselva Váltó                                                                                          | Pokljuka Sprint (VB) Pokljuka Váltó (VB) Oslo Holmenkollen Sprint                                                                  |
| 2001/02    | Antholz-Anterselva Váltó Salt Lake City Váltó (O)                                                                 | Hochfilzen Váltó Ruhpolding Váltó Lahti Váltó                                                                     | Pokljuka Váltó Pokljuka Üldözőverseny                                                                                              |
| 2002/03    | Hochfilzen Váltó Hanti-Manszijszk Egyéni (VB)                                                                     | Pokljuka/Östersund Váltó Antholz-Anterselva Egyéni Antholz-Anterselva Váltó Hanti-Manszijszk Üldözőverseny (VB)   | Ruhpolding Váltó Lahti Tömegrajtos Oslo Holmenkollen Váltó Östersund Üldözőverseny                                                 |
| 2003/04    | Hochfilzen Váltó Pokljuka Tömegrajtos Ruhpolding Sprint                                                           | Kontiolahti Sprint Ruhpolding Váltó Oberhof Váltó (VB)                                                            | Hochfilzen Sprint Ruhpolding Üldözőverseny                                                                                         |
| 2004/05    | Beitostølen Váltó Ruhpolding Váltó Cesana San Sicario Váltó Hochfilzen Váltó (VB)                                 | | Oslo Holmenkollen Sprint Antholz-Anterselva Üldözőverseny Hanti-Manszijszk Sprint                                                  |
| 2005/06    | Östersund Váltó Oberhof Tömegrajtos                                                                               | Antholz-Anterselva Üldözőverseny Cesana San Sicario Sprint (O) Pokljuka Vegyes váltó (VB)                         | Ruhpolding Váltó Cesana San Sicario Egyéni (O)                                                                                     |
| 2006/07    | Hochfilzen/Breznóbánya Váltó Ruhpolding Váltó                                                                     | Ruhpolding Sprint Antholz-Anterselva Váltó                                                                        | Oberhof Váltó |
| 2007/08    | Hochfilzen Váltó Oberhof Váltó Ruhpolding Váltó                                                                   | Kontiolahti Egyéni Östersund Sprint (VB) Östersund Váltó (VB) Phjongcshang Sprint Phjongcshang Üldözőverseny      | Oslo Holmenkollen Tömegrajtos |
| 2008/09    | Ruhpolding Váltó Phjongcshang Váltó (VB)                                                                          | | Oberhof Váltó Phjongcshang Sprint (VB)                                                                                             |
| 2009/10    | Oberhof Váltó Vancouver Váltó (O) Kontiolahti Vegyes váltó                                                        | Ruhpolding Váltó                                                                                                  | Hanti-Manszijszk Tömegrajtos |
| Összesítés | Egyéni: 4 Sprint: 2 Üldözőverseny: 1 Tömegrajtos: 2 Csapat: 0 Váltó: 22 Vegyes váltó: 1 ------------ Összesen: 32 | Egyéni: 4 Sprint: 5 Üldözőverseny: 5 Tömegrajtos: 0 Csapat: 1 Váltó: 18 Vegyes váltó: 1 ------------ Összesen: 34 | Egyéni: 2 Sprint: 7 Üldözőverseny: 5 Tömegrajtos: 3 Csapat: 0 Váltó: 13 Vegyes váltó: 0 ------------ Összesen: 30                  |

- O - Olimpia és egyben világkupa forduló is.
- VB - Világbajnokság és egyben világkupa forduló is.